# 29. Waffen-Grenadier-Division der SS (italienische Nr. 1)
Die 29. Waffen-Grenadier-Division der SS (italienische Nr. 1), auch bekannt als Legione SS Italiana (Italienische SS-Legion), entstand am 10. Februar 1945 als zweite SS-Division mit dieser Nummer – (vergleiche 29. Waffen-Grenadier-Division der SS „RONA“, die vorzeitig aufgelöst wurde) – aus der bereits im November 1943 aufgestellten Waffen-Grenadier-Brigade der SS (italienische Nr. 1). In manchen Publikationen wird als Divisions-Beiname auch Italia genannt.

## Ursprung und Hintergrund
Nach dem Sturz Mussolinis am 25. Juli 1943 und der Kapitulation Italiens am 8. September 1943 (Waffenstillstand von Cassibile) besetzten die deutsche Wehrmacht und die Waffen-SS Norditalien und entwaffneten die dort stehenden italienischen Truppen, sofern diese nicht gewillt waren, den Kampf an deutscher Seite fortzusetzen. Durch die Gründung der Sozialrepublik Italien am 23. September 1943 mit Benito Mussolini als Staatschef konnten auch Italiener in die Waffen-SS rekrutiert werden. Am 2. Oktober 1943 entwarfen Heinrich Himmler und Gottlob Berger ein Programm zur Aufstellung der italienischen Miliz-Einheiten durch die Waffen-SS, welches die Zustimmung Adolf Hitlers und Mussolinis fand.

## Aufstellung
Ende Oktober 1943 begannen etwa 15.000 Freiwillige ihre Ausbildung auf dem Truppenübungsplatz Münsingen, wobei bald darauf etwa 9.000 Rekruten wegen Untauglichkeit ausgemustert und zur Ordnungspolizei oder als Arbeiter in die Rüstungsindustrie überstellt wurden. Allerdings trugen die Soldaten an den Kragenspiegeln ihrer Uniformen die SS-Runen zunächst auf rotem statt schwarzem Untergrund. Am linken Ärmel umfasste der Reichsadler statt des Hakenkreuzes ein Liktorenbündel. Das Divisionsabzeichen zeigte ebenfalls ein Liktorenbündel, wenn auch in etwas abgewandelter Form, mit der Axt über den Ruten, statt wie sonst üblich dazwischen.
Am 23. November 1943 wurden 13 Miliz-Bataillone vereidigt und an den SS-Ausbildungsstab Italien unter Führung des SS-Brigadeführers Peter Hansen abgegeben, wo sie in einem „blutigen Bruderkrieg“ in der Partisanenbekämpfung eingesetzt wurden. Die Einheit unterstand SS-Obergruppenführer Karl Wolff in seiner Funktion als Höchster SS- und Polizeiführer (HöSSPF) Italiens und wurde nun als Italienische SS-Freiwilligen-Legion bezeichnet, kurz darauf aber in 1. Sturmbrigade Italienische Freiwilligen-Legion umbenannt.
Die Angehörigen dieses Verbandes wurden vor allem in Italien selbst als Legionari (Legionäre) bezeichnet. Zuerst im allgemeinen Sprachgebrauch sowie praktisch unmittelbar danach auch in den offiziellen Berichten.

## Einsatz
Im April 1944 wurden drei Bataillone der Brigade auch gegen den alliierten Brückenkopf bei Anzio und Nettuno mit überraschend gutem Erfolg eingesetzt. Für diese Leistungen erhielten die Soldaten vom Reichsführer-SS Heinrich Himmler die Erlaubnis, die SS-Runen nunmehr auf dem wie üblich schwarzen, statt wie bisher roten, Untergrund zu führen. Mehrere Soldaten erhielten Auszeichnungen und die Regimentsfahne wurde mit einem silbernen Orden versehen. Mit dem Befehl vom 7. September 1944 erfolgte die Umbenennung in Waffen-Grenadier-Brigade der SS (italienische Nr. 1) und wurde zur Verfügung der Armee Ligurien bei der Heeresgruppe C unterstellt. Im September 1944 übernahm der italienische SS-Brigadeführer Pietro Mannelli das Kommando für kurze Zeit, bevor er wieder mit internen Diensten und der Anwerbung von weiterem Personal betraut wurde. Er war einer von nur zwei Italienern, die bei der Waffen-SS Generalsrang erreichten. Durch den Zulauf weiterer Rekruten wuchs die Personalstärke bis Dezember 1944 auf 15.000 Mann. Im Frühjahr 1945 bildete die Division unter dem Kommando von SS-Oberführer Ernst Tzschoppe (ihrem zugleich letzten Kommandeur) die Kampfgruppe Binz, welche bis zum Zusammenbruch der deutschen Front in Italien Mitte April, gegen französische Einheiten an den westlichen Grenzen im Piemont, sowie gegen italienische Partisanen in der Lombardei kämpfte.
Die letzten Teile der Division ergaben sich am 30. April 1945 US-amerikanischen Panzertruppen in der Stadt Gorgonzola.

## Gliederung
(die Gliederung der Waffen-Grenadier-Brigade der SS (italienische Nr. 1) ist die gleiche wie die der Division)
- Waffen-Grenadier-Regiment der SS 81 (italienisches Nr. 1) (I.–III.)
- Waffen-Grenadier-Regiment der SS 82 (italienisches Nr. 2) (I.–III.)
- Waffen-Artillerie-Regiment der SS 29 (italienisches Nr. 1) (I., II.)
- Füsilier-Bataillon 29 Vendetta
- Panzerjäger-Abteilung 29
- SS-Pionier-Kompanie 29
- SS-Nachrichten-Kompanie 29
- SS-Ersatzbataillon
- Offiziersbataillon

## Kommandeure
- 13. November 1943 bis März 1944: SS-Brigadeführer und Generalmajor der Waffen-SS Peter Hansen
- März bis September 1944: SS-Obergruppenführer und General der Waffen-SS Karl Wolff
- September 1944: SS-Brigadeführer Pietro Mannelli
- September bis Oktober 1944: SS-Brigadeführer und Generalmajor der Waffen-SS Peter Hansen
- Oktober bis November 1944: SS-Oberführer Gustav Lombard
- 9. November 1944 bis Januar 1945: SS-Standartenführer Constantin Heldmann
- Januar bis April 1945: SS-Oberführer der Reserve Erwin Tzschoppe